# Имение Фундуклея
Имение Фундуклея — усадьба в Гурзуфе, принадлежавшая в 1835—1880 годах отцу и сыну Фундуклеям, основанная в 1808 году Арманом Эммануэлем де Ришельё, затем принадлежавшая И. А. Стемпковскому и графу М. С. Воронцову. Известна пребыванием в ней в 1820 году А. С. Пушкина.

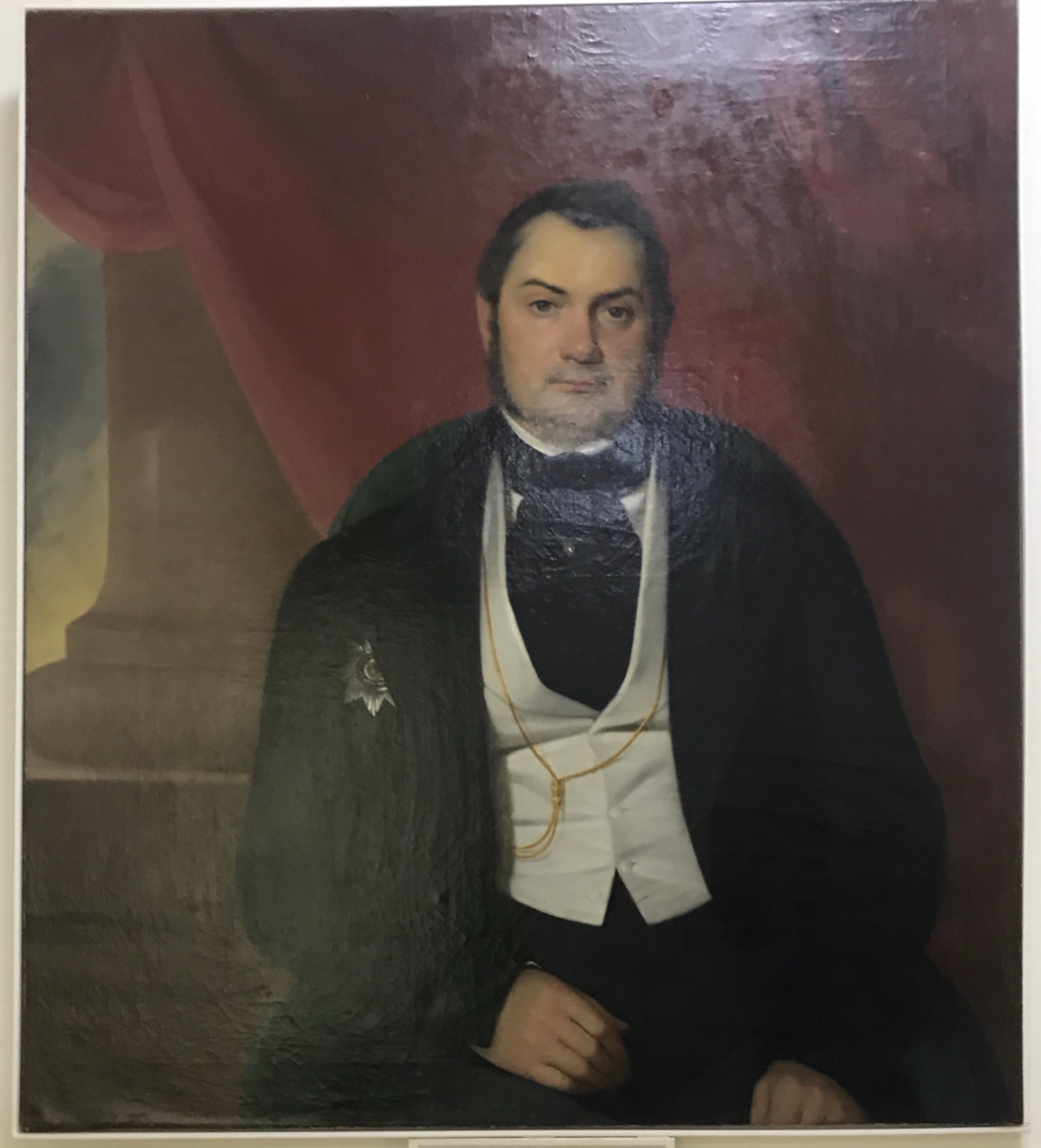
И. И. Фундуклей, 1840-е-1850-е г

## История
Бывшее имение Ришелье имело площадь 280 десятин (около 305 гектаров), при этом большая часть земель (примерно 2/3) располагалась в современном Ай-Даниле, а в самом Гурзуфе лежала меньшая часть владений. В конце 1834 — начале 1835 года Воронцов, за 100 тысяч рублей, продаёт гурзуфскую часть имения площадью 83 десятины 990 квадратных саженей. По одним данным покупателем был миллионер-откупщик греческого происхождения Иван Юрьевич Фундуклей. По другим данным — сын Ивана Юрьевича, действительный тайный советник, с 1839 по 1852 год киевский губернатор, на то время чиновник Воронцова по особым поручениям Иван Иванович Фундуклей. Известно, что Иван Юрьевич умер в 1835 году и кто именно купил имение ясности пока нет (В. А. Щепетов в книге «Гурзуф на Южном берегу Крыма и его лечебные средства» вообще утверждает, что Воронцов владел имением до 1840 года).
На то время имение ограничивалось на востоке дорогой вдоль левого берега Авунды. На месте нижнего парка санатория «Пушкинский», располагался виноградник. Близ моря, в районе современного фонтана Рахиль, выращивали табак. В верхней части, у дороги в усадьбу — кипарисовая роща. Из плана генерального межевания известно, что из построек имелся один дом с двумя флигелями. Новый владелец с энтузиазмом преобразовывал усадьбу: площадку под домом с восточной и южной сторон оформили тepрaсой с венчающими её мраморными вазами; «вырубив 8 десятин мелкого леса» заложил крупные плантации виноградников, выписав лучшие сорта из Испании, Португалии и с острова Мадейра. Фундуклей преобразовал и парк, в 1835—1840 годах украсив его цветниками и фонтанами.

16 сентября 1837 года Иван Иванович Фундуклей принимал в гурзуфском доме, прибывших по вновь построенному ялтинскому шоссе, «Императора Николая I, Императрицу Александру Федоровну, Великую Княжну Марию Николаевну с большой свитой. В состав свиты входили генерал-адъютант граф Орлов, генерал-адъютант Адлерберг, обер-шталмейстер князь Долгоруков, доктор Арендт и др. лица». В 1838 году, в годовщину гибели Пушкина, был посажен платан, впоследствии известный, как «Пушкинский». В 1847 году Фундуклей построил один из старейших в Крыму винных подвалов на 10 тысяч вёдер вина. К середине века Фундуклей создал в Гурзуфе один из лучших парков Южного берега Крыма, где произрастали многие редкие растения. К тому же времени на месте винограда в нижней части парка были посажены масличные и лавровые деревья.

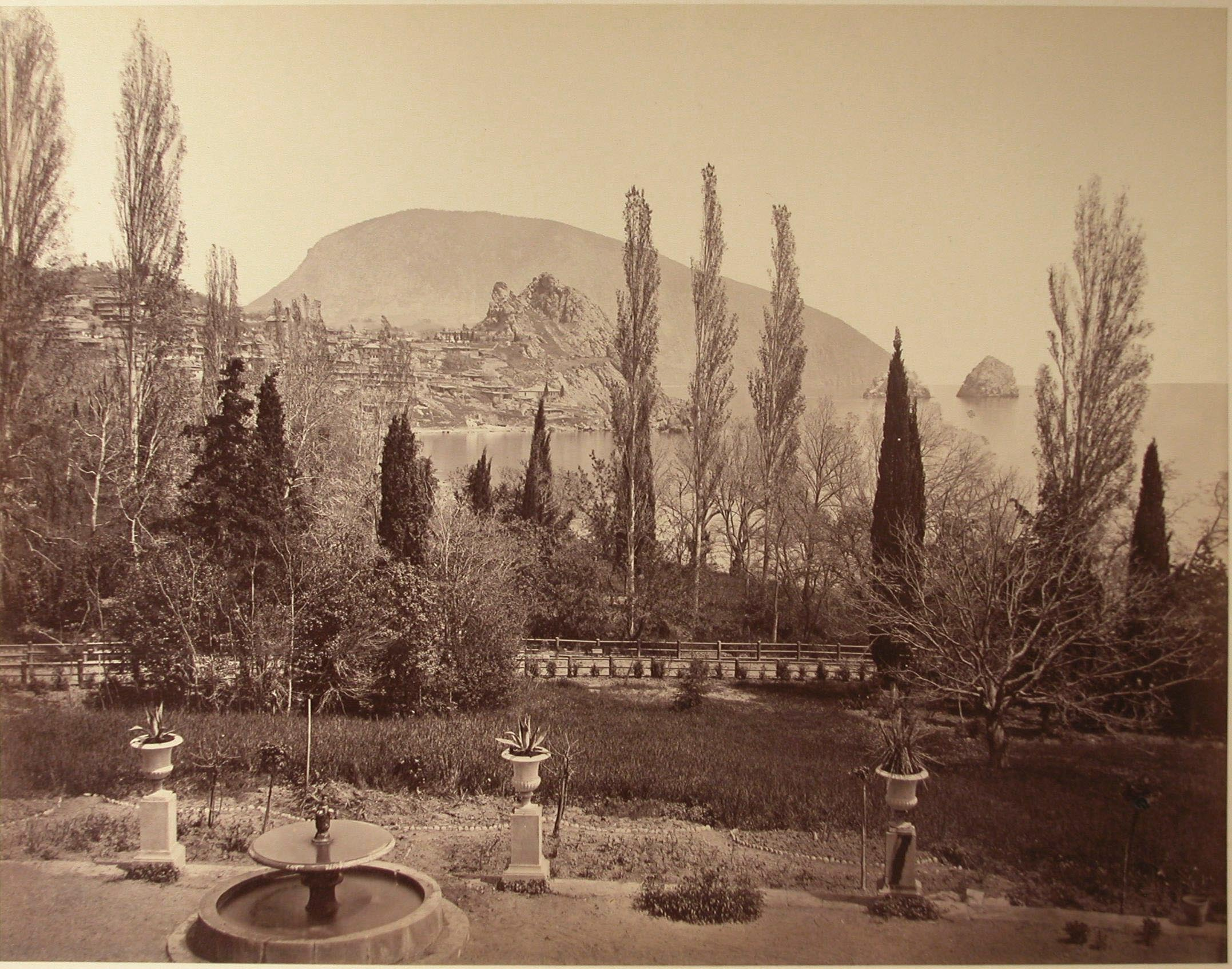
Вид парка времён Фундуклея

Владелец почти ежегодно, кроме времени Крымской войны бывал в имении, но к окончанию войны «дом стал вовсе плох в самых существенных своих частях» и в 1861 году его пришлось реконструировать, капитально перестроив. Была сломана мансарда, в которой жил Пушкин, вместо неё сделали простую крышу. Находившийся ранее с западной стороны главный вход, ведущий сразу на нынешний второй этаж, был закрыт. На той же стороне был очищен от земли фундамент и нежилой подвал переделали в жилое помещение. Главный вход перенесли на восточную сторону, к веранде, обращённой в сторону моря и Гурзуфа, деревянные колонны галереи были заменены модными тогда чугунными. При этом дом до наших дней в точности сохраняет габариты и общий характер небольшого двухэтажного здания, основное внимание в котором притягивает веранда. Вначале открытая, в 1894 году веранда была застеклена. Тогда же Фундуклей установил перед домом фонтан в виде чаши с развернутыми краями, формой не повторяющийся ни в одном из парков Крыма.
В начале сентября 1861 года Гурзуф посетила императрица Мария Александровна, прибыв туда на военном пароходе «Турок», и «пробыла несколько часов в прекрасном имении сенатора Фундуклея, где изволила обедать, гулять и разговаривать с управляющим Дайбертом и его женою, получившими за усердие своё довольно ценные подарки».

Путеводитель по Крыму Сосногоровой 1871 года так описывал имение
Оно представляет бесспорно одно из прелестнейших мест на всем Южном берегу Крыма. При живописном местоположении и богатой южной растительности, собранной здесь со всех концов мира, на этой прекрасной даче соединены всевозможные принадлежности и затеи всякого богатого барского имения; и потому парки и сады Гурзуфа отличаются как искусством своего расположения, так равно и необыкновенным богатством и разнообразием собранных в них растений; роскошные цветники, беседки и оранжереи — всё это заслуживает здесь полного внимания и осмотра путешественника, любящего изящное в природе и в искусстве. Виноградники Гурзуфа и добываемое из них вино также считаются лучшими на всем Южном берегу, и гурзуфские вина могут смело соперничать с винами иностранными
В начале 1870-х годов имение, по данным путеводителя Сосногоровой, занимало площадь в 125 десятин, «половина из которых заняты под виноградник, фруктовый сад, оранжереи». В. А. Щепетов, в своей книге 1890 года приводит другие цифры: всего 83,5 десятины земли, удобной и неудобной, из которых 20 с небольшим десятин занимал виноградник. Также в книге более-менее подробно описана усадьба: имение ограничивалось на востоке дорогой вдоль левого берега Авунды, у границы с имением Ай-Даниль на западе располагался виноградник, также имелись табачные плантации, кипарисовая роща в верхней части, у дороги в усадьбу. Кроме перестроенного дома Ришелье, при котором была отдельная кухня, имелся винный подвал с жилой квартирой над ним (дом, обвитый плющом) и кухней напротив. Казарма, оранжерея, теплица, две круглые беседки — одна на винограднике, вторая в кипарисовой роще. В овраге, в западной стороне парка, был устроен бетонный водоём для полива ёмкостью 40 тысяч вёдер, питающийся ручьями из нескольких родников.
Распространена история, что в 1874 году Александр II, ранее посещавший дом ещё будучи Великим Князем в 1837 году, хотел приобрести имение в Гурзуфе в качестве свадебного подарка дочери Великой Княжне Марии Александровне и просил И. И. Фундуклея назначить цену. И. И. Фундуклей ответил, что «…он богат и одинок, поэтому будет счастлив, если государь позволит милостиво принять это имение в дар, но продать его не может». Александр II поблагодарил Фундуклея, но от подарка отказался. Фундуклеи владели имением более 45 лет.

После смерти Ивана Ивановича Фундуклея в августе 1880 года, имение, ввиду отсутствия собственных детей, унаследовали его племянницы — баронесса Варвара Григорьевна фон Врангель и Анна Григорьевна Краснокутская (супруга генерала Краснокутского), обе урождённые Голицыны. Княгиня Е. С. Горчакова, побывавшая в Крыму в 1881 году, уже при новых владелицах, отмечала
Содержание Гурзуфской усадьбы, парка, цветников и всей дачи вообще, обходится, с платою всем служащим, в три тысячи рублей в месяц и поглощает все доходы, получаемые с его богатых виноградников
Учитывая, что Крымом сёстры не интересовались, а, получив от двоюродного деда огромное наследство, считали крымское имение излишними хлопотами, они выставили имение на торги, спешно продав в мае 1881 года усадьбу площадью 83 десятины за 250 тысяч рублей статскому советнику, строителю Курско-Лозово-Севастопольской железной дороги, Петру Ионовичу Губонину. Цена была в 4 раза меньше той, в которую оценивал имение сам И. И. Фундуклей, а, «…по рассказам, там оказалось движимого имущества — вина, серебра и проч. — более чем на сто тысяч».